# BAFTA-díj a legjobb szereposztásért
A legjobb szereposztásért járó BAFTA-díj (angolul: BAFTA Award for Best Casting) a Brit Film- és Televíziós Akadémia 2020 óta kiosztott filmművészeti díja, amellyel az előző évben bemutatott alkotásokat értékelik aszerint, mennyire sikerült kiválasztani a megfelelő színészeket a szerepekhez.
Az Akadémia 2019 augusztusában jelentette be, hogy új kategóriában díjazzák a legsikeresebbnek tartott szereposztást. A díjat az alkotás szereplőválogatója (casting director) veheti át.

## Győztesek és jelöltek
Győztes film és castingrendező
Megjegyzés: Az "Év" oszlop a kapcsolódó film bemutatásának évét jelzi, a tényleges díjátadó ceremóniát a következő évben rendezték meg.

### 2010-es évek
| Év            | Magyar cím                         | Eredeti cím                               | Castingrendező(k)                                                                |
| 2019 73. gála |                                    |                                           |                                                                                  |
| ------------- | ---------------------------------- | ----------------------------------------- | -------------------------------------------------------------------------------- |
| 2019 73. gála | Joker                              | Joker                                     | Shayna Markowitz                                                                 |
| 2019 73. gála | David Copperfield rendkívüli élete | The Personal History of David Copperfield | Sarah Crowe                                                                      |
| 2019 73. gála | Házassági történet                 | Marriage Story                            | Douglas Aibel, Francine Maisler                                                  |
| 2019 73. gála | A két pápa                         | The Two Popes                             | Javier Braier, Barbara Giordani, Nina Gold, Francesco Vedovati, Gabriel Villegas |
| 2019 73. gála | Volt egyszer egy Hollywood         | Once Upon a Time in Hollywood             | Victoria Thomas                                                                  |

### 2020-as évek
| Év                              | Magyar cím                        | Eredeti cím                           | Castingrendező(k)                    |
| 2020 74. gála                   |                                   |                                       |                                      |
| ------------------------------- | --------------------------------- | ------------------------------------- | ------------------------------------ |
| 2020 74. gála                   |                                   | Rocks                                 | Lucy Pardee                          |
| 2020 74. gála                   |                                   | Calm With Horses                      | Shaheen Baig                         |
| 2020 74. gála                   | Ígéretes fiatal nő                | Promising Young Woman                 | Lindsay Graham Ahanonu, Mary Vernieu |
| 2020 74. gála                   | Júdás és a Fekete Messiás         | Judas and the Black Messiah           | Alexa L. Fogel                       |
| 2020 74. gála                   | Minari – A családom története     | Minari                                | Julia Kim                            |
| 2021 75. gála                   |                                   |                                       |                                      |
| West Side Story                 | West Side Story                   | Cindy Tolan                           |                                      |
| Dűne                            | Dune                              | Francine Maisler                      |                                      |
| Forráspont                      | Boiling Point                     | Carolyn McLeod                        |                                      |
| Isten keze                      | The Hand of God                   | Massimo Appolloni, Annamaria Sambucco |                                      |
| Richard király                  | King Richard                      | Rich Delia és Avy Kaufman             |                                      |
| 2022 76. gála                   |                                   |                                       |                                      |
| Elvis                           | Elvis                             | Nikki Barrett, Denise Chamian         |                                      |
| Minden, mindenhol, mindenkor    | Everything Everywhere All at Once | Sarah Halley Finn                     |                                      |
| Nyugaton a helyzet változatlan  | All Quiet on the Western Front    | Simone Bär                            |                                      |
| A szomorúság háromszöge         | Triangle of Sadness               | Pauline Hansson                       |                                      |
| Volt egyszer egy nyár           | Aftersun                          | Lucy Pardee                           |                                      |
| 2023 77. gála                   |                                   |                                       |                                      |
| Téli szünet                     | The Holdovers                     | Susan Shopmaker                       |                                      |
| Egy zuhanás anatómiája          | Anatomie d'une chute              | Cynthia Arra                          |                                      |
| Hogyan szexeljünk               | How to Have Sex                   | Isabella Odoffin                      |                                      |
| Megfojtott virágok              | Killers of the Flower Moon        | Ellen Lewis és Rene Haynes            |                                      |
| Mind idegenek vagyunk           | All of Us Strangers               | Kahleen Crawford                      |                                      |
| 2024 78. gála                   |                                   |                                       |                                      |
| Anora                           | Anora                             | Sean Baker és Samantha Quan           |                                      |
| Kneecap                         | Kneecap                           | Carla Stronge                         |                                      |
| Konklávé                        | Conclave                          | Nina Gold és Martin Ware              |                                      |
| Sehol se otthon                 | A Complete Unknown                | Yesi Ramirez                          |                                      |
| The Apprentice – A Trump-sztori | The Apprentice                    | Carmen Cuba és Stephanie Gorin        |                                      |